# Eduard Haupt
Eduard Theodor Haupt (* 22. September 1805 in Wismar; † 1. Juni 1868 ebenda) war ein deutscher Theologe und Mitglied der Frankfurter Nationalversammlung.

## Leben
Eduard Haupt wurde 1805 als Sohn des Senators und Stadtsyndikus Gabriel Haupt geboren. Er besuchte die Große Stadtschule Wismar und studierte in Tübingen und ab November 1825 in Rostock evangelische Theologie. In Tübingen wurde er 1823 Mitglied der Alten Tübinger Burschenschaft (später Germania Tübingen). Nach seinem Studium war er bis 1831 Hauslehrer im Haus des Barons Detloff von Storch in Diestelow bei Goldberg. 1831 wurde er Collaborator und 1834 fest angestellter Lehrer an der Großen Stadtschule Wismar, deren Rektor er von 1863 bis zu seinem Tod 1868 war. Er reformierte die Große Stadtschule und wandelte sie in ein modernes Gymnasium um.
1848 wurde er zum Vorsitzenden des Wismarer Reformvereins gewählt.
Haupt wurde für den 2. Wahlkreis (Wismar) des Landes Mecklenburg-Schwerin in die Nationalversammlung gewählt, der er vom 18. Mai 1848 bis zum 26. Januar 1849 angehörte. Dann übernahm sein Nachfolgekandidat Hellmuth Wöhler das Mandat.
In der Nationalversammlung blieb Haupt fraktionslos, stimmte aber mit dem Rechten Zentrum. In regelmäßigen Berichten an die Wismarsche Zeitung legte er öffentlich Rechenschaft über seine Abgeordnetentätigkeit ab. Haupt war auch als politischer Schriftsteller tätig und beteiligte sich mit Aufsätzen an der politischen Diskussion des Vormärz, insbesondere im Schweriner Freimüthigen Abendblatt und mit dem Aufruf An die Männer des Rechts zu Fragen der Schaffung einer neuen Verfassung für Mecklenburg.
Haupt kehrte nach Mecklenburg zurück und wurde Mitglied der mecklenburgischen verfassungsgebenden Abgeordnetenversammlung, der er ab 30. Januar 1849 als Nachfolger von Hermann Gustav Fabricius angehörte.

## Familie
Eduard Haupts Großvater, Christian Haupt, war Superintendent der Wismarer Marienkirche. Sein älterer Bruder Anton Haupt (der Ältere) und sein gleichnamiger Neffe, Anton Haupt (der Jüngere), waren Bürgermeister von Wismar.